# 20664 Senec
20664 Senec este o planetă minoră (asteroid), cu un diametru de 15,156 km, din centura de asteroizi. A fost descoperită pe 31 octombrie 1999 la Astronomické observatórium Modra⁠(d) de Adrián Galád⁠(d) și a fost numită după Senec. 
Obiectul prezintă o orbită caracterizată de o semiaxă mare de 3,4776021 UAi, o excentricitate de 0,0684505, o înclinație de 10,29298 ° în raport cu ecliptica.